# 己姓
己姓是一個中文姓氏，是中国最早的姓氏之一。己姓是中国传说时代少昊的姓。根据西周青铜器铭文，己应为妃姓、妀姓，在父系社会确立后逐渐去掉“女”，演变为己姓。纣王的宠妃妲己即己姓。周朝的莒国、郯国、温国（苏国）都是己姓，少昊金天氏的后裔。孟文伯的母亲戴己、孟惠叔的母亲声己是莒国人，就是己姓。

## 延伸阅读
[在维基数据编辑]
 《欽定古今圖書集成·明倫彙編·氏族典·己姓部》，出自陈梦雷《古今圖書集成》